# Internationale Niedersachsen-Rundfahrt der Junioren 2016
Die Internationale Niedersachsen-Rundfahrt der Junioren 2016 fand vom 29. bis 31. Juli 2016 bei einer Länge von 285,30 km in Wallenhorst und Bramsche statt.

## Verlauf
Etappe 1 hatte eine Länge von 66,30 km, wobei der Sieger eine Geschwindigkeit von 42,30 km/h an den Tag legte. Der Luxemburger Colin Heiderscheid gewann die Etappe in 1:34:02 Stunde vor dem zeitgleichen US-Amerikaner Imeh Nsek und dem ebenfalls zeitgleichen Niederländer Ide Schelling. Die restliche Top 10 wurde ausgefüllt von den beiden Belgiern Aaron Van Poucke und Wouter Van Ende, dem Mexikaner Luis Villalobos Hernandez, den beiden Norwegern Andreas Leknessund und Joakim Kjemhus, dem Deutschen Dennis Classen und dem Franzosen Clément Betouigt-suire. Die Etappe 2a war ein Zeitfahren mit einer Länge von 10,50 km, wobei der Sieger eine Geschwindigkeit von 47,61 km/h an den Tag legte. Die Top 3 bestanden aus den beiden Norwegern Iver Knotten und Andreas Leknessund und Ide Schelling. Ide Schelling fuhr zum zweiten Mal in Folge in die Top 3 und der Luis Villalobos Hernandez und Andreas Leknessund erreichten zum zweiten Mal in Folge die Top 10. Etappe 2b hatte eine Länge von 94,20 km, wobei der Sieger eine Geschwindigkeit von 43,86 km/h an den Tag legte. Der Däne Eigil Nikolajsen gewann die Etappe in 2:08:52 Stunde vor den zeitgleichen Belgiern Gilles Borra und Ruben Apers. Der Luis Villalobos Hernandez fuhr zum dritten Mal in Folge in die Top 10 und Gilles Borra, Ruben Apers, der Däne Mads Ostergaard Kristensen und der Brite Samuel Henning erreichten zum zweiten Mal in Folge die Top 10. Etappe 3 hatte eine Länge von 114,30 km, wobei der Sieger eine Geschwindigkeit von 41,93 km/h an den Tag legte. Die Top 3 bestanden aus dem Norweger Joakim Kjemhus, dem Deutschen Maximilian Hamberger und dem Niederländer Jesper Rasch. Gilles Borra fuhr zum dritten Mal und der Däne Andreas Lund Andresen zum zweiten Mal in Folge in die Top 10. Joakim Kjemhus, die beiden Deutschen Maximilian Hamberger und Felix Groß und Colin Heiderscheid erreichten zum zweiten Mal insgesamt die Top 10.
Nach der ersten Etappe war die Top 10 der Gesamt- war gleich mit der der Tageswertung, bis auf Clément Betouigt-suire und Joakim Kjemhus, die Positionen tauschten. Nach Etappe 2a gewannen Andreas Leknessund, Ide Schelling und Luis Villalobos Hernandez jeweils zwei Positionen während Imeh Nsek sechs Positionen verlor. Colin Heiderscheid, Clément Betouigt-suire, Aaron Van Poucke, Dennis Classen, Wouter Van Ende und Joakim Kjemhus verloren erheblich und fielen auf Platz 15 bis 92 zurück. Dagegen konnten Iver Knotten, Ruben Apers, Felix Groß, Maximilian Hamberger, Mads Ostergaard Kristensen und Gilles Borra teilweise bis zu 73 Positionen gut machen. Nach Etappe 2b Andreas Leknessund, Ide Schelling, Maximilian Hamberger und Imeh Nsek verloren ein paar Plätze, konnten sich aber in den Top 10 der Gesamtwertung halten. Dahingegen verlor Felix Groß ganze 94 Plätze und stand nach der Etappe exakt auf Rang 100. Iver Knotten, Luis Villalobos Hernandez und Ruben Apers konnten jeweils zwei Positionen gut machen, um sich auf Rang eins bis drei zu platzieren. Gilles Borra, Platz zehn auf vier, Mads Ostergaard Kristensen, Platz neun auf fünf, und Tristan Parrotta, Platz 20 auf acht, konnten sich ebenfalls verbessern. Nach Etappe 3 hielten alle Fahrer in der Top 10 ihre Position, die sie nach Etappe 2b innehatten.
Colin Heiderscheid führte von Etappe 1 bis 3 die Punktewertung an. Andreas Leknessund war nach Etappe 1 bis 3 der Führende der Nachwuchswertung. Hakon Aalrust führte von Etappe 1 bis 2b und Ide Schelling nach Etappe 3 die Bergwertung an, nachdem Kiskonen vorher bei allen Etappen Platz zwei belegt hatte.

## Etappen
| Etappe 1  | 29. Juli | Colin Heiderscheid | Colin Heiderscheid |
| Etappe 2a | 30. Juli | Iver Knotten       | Andreas Leknessund |
| Etappe 2b | 30. Juli | Eigil Nikolajsen   | Iver Knotten       |
| Etappe 3  | 31. Juli | Joakim Kjemhus     | Iver Knotten       |

### Etappe 1
| Tageswertung | Tageswertung              | Tageswertung | Gesamtwertung | Gesamtwertung             | Gesamtwertung |
| Platz        | Athlet                    | Zeit         | Platz         | Athlet                    | Zeit          |
| ------------ | ------------------------- | ------------ | ------------- | ------------------------- | ------------- |
| 1            | Colin Heiderscheid        | 1:34:02 h    | 1             | Colin Heiderscheid        | 1:33:48 h     |
| 2            | Imeh Nsek                 | gl. Zeit     | 2             | Imeh Nsek                 | + 0:07 min    |
| 3            | Ide Schelling             | gl. Zeit     | 3             | Ide Schelling             | + 0:08 min    |
| 4            | Aaron Van Poucke          | gl. Zeit     | 4             | Aaron Van Poucke          | + 0:14 min    |
| 5            | Luis Villalobos Hernandez | gl. Zeit     | 5             | Luis Villalobos Hernandez | gl. Zeit      |
| 6            | Andreas Leknessund        | gl. Zeit     | 6             | Andreas Leknessund        | gl. Zeit      |
| 7            | Dennis Classen            | gl. Zeit     | 7             | Dennis Classen            | gl. Zeit      |
| 8            | Wouter Van Ende           | + 0:16 min   | 8             | Wouter Van Ende           | + 0:27 min    |
| 9            | Joakim Kjemhus            | gl. Zeit     | 9             | Clément Betouigt-suire    | + 0:28 min    |
| 10           | Clément Betouigt-suire    | gl. Zeit     | 10            | Joakim Kjemhus            | + 0:30 min    |

### Etappe 2a
| Tageswertung | Tageswertung               | Tageswertung | Gesamtwertung | Gesamtwertung              | Gesamtwertung |
| Platz        | Athlet                     | Zeit         | Platz         | Athlet                     | Zeit          |
| ------------ | -------------------------- | ------------ | ------------- | -------------------------- | ------------- |
| 1            | Iver Knotten               | 13:14 min    | 1             | Andreas Leknessund         | 1:47:24 h     |
| 2            | Andreas Leknessund         | + 0:08 min   | 2             | Ide Schelling              | + 0:01 min    |
| 3            | Ide Schelling              | + 0:15 min   | 3             | Iver Knotten               | + 0:08 min    |
| 4            | Ruben Apers                | + 0:17 min   | 4             | Luis Villalobos Hernandez  | + 0:13 min    |
| 5            | Felix Groß                 | + 0:18 min   | 5             | Ruben Apers                | + 0:25 min    |
| 6            | Luis Villalobos Hernandez  | + 0:21 min   | 6             | Felix Groß                 | + 0:26 min    |
| 7            | Maximilian Hamberger       | + 0:22 min   | 7             | Maximilian Hamberger       | + 0:30 min    |
| 8            | Samuel Henning             | gl. Zeit     | 8             | Imeh Nsek                  | gl. Zeit      |
| 9            | Mads Ostergaard Kristensen | + 0:23 min   | 9             | Mads Ostergaard Kristensen | + 0:31 min    |
| 10           | Gilles Borra               | + 0:27 min   | 10            | Gilles Borra               | + 0:35 min    |

### Etappe 2b
| Tageswertung | Tageswertung               | Tageswertung | Gesamtwertung | Gesamtwertung              | Gesamtwertung |
| Platz        | Athlet                     | Zeit         | Platz         | Athlet                     | Zeit          |
| ------------ | -------------------------- | ------------ | ------------- | -------------------------- | ------------- |
| 1            | Eigil Nikolajsen           | 2:08:52 h    | 1             | Iver Knotten               | 3:56:24 h     |
| 2            | Gilles Borra               | gl. Zeit     | 2             | Luis Villalobos Hernandez  | + 0:05 min    |
| 3            | Ruben Apers                | gl. Zeit     | 3             | Ruben Apers                | + 0:15 min    |
| 4            | Tristan Parrotta           | gl. Zeit     | 4             | Gilles Borra               | + 0:22 min    |
| 5            | Maximilian Zschocke        | gl. Zeit     | 5             | Mads Ostergaard Kristensen | + 0:23 min    |
| 6            | Andreas Lund Andresen      | gl. Zeit     | 6             | Andreas Leknessund         | + 0:30 min    |
| 7            | Mads Ostergaard Kristensen | gl. Zeit     | 7             | Ide Schelling              | + 0:31 min    |
| 8            | Luis Villalobos Hernandez  | gl. Zeit     | 8             | Tristan Parrotta           | + 0:45 min    |
| 9            | Hakon Aalrust              | gl. Zeit     | 9             | Maximilian Hamberger       | + 0:58 min    |
| 10           | Samuel Henning             | gl. Zeit     | 10            | Imeh Nsek                  | + 1:00 min    |

### Etappe 3
| Tageswertung | Tageswertung          | Tageswertung | Gesamtwertung | Gesamtwertung              | Gesamtwertung |
| Platz        | Athlet                | Zeit         | Platz         | Athlet                     | Zeit          |
| ------------ | --------------------- | ------------ | ------------- | -------------------------- | ------------- |
| 1            | Joakim Kjemhus        | 2:43:33 h    | 1             | Iver Knotten               | 6:39:57 h     |
| 2            | Maximilian Hamberger  | gl. Zeit     | 2             | Luis Villalobos Hernandez  | + 0:05 min    |
| 3            | Jesper Rasch          | gl. Zeit     | 3             | Ruben Apers                | + 0:15 min    |
| 4            | Colin Heiderscheid    | gl. Zeit     | 4             | Gilles Borra               | + 0:19 min    |
| 5            | Gilles Borra          | gl. Zeit     | 5             | Mads Ostergaard Kristensen | + 0:23 min    |
| 6            | Felix Groß            | gl. Zeit     | 6             | Andreas Leknessund         | + 0:30 min    |
| 7            | Andreas Lund Andresen | gl. Zeit     | 7             | Ide Schelling              | + 0:31 min    |
| 8            | Mitch Groot           | gl. Zeit     | 8             | Tristan Parrotta           | + 0:43 min    |
| 9            | Markus Joan Varik     | gl. Zeit     | 9             | Maximilian Hamberger       | + 0:51 min    |
| 10           | Luc Wirtgen           | gl. Zeit     | 10            | Imeh Nsek                  | + 1:00 min    |